# Usedlost čp. 28 v Břevnově
Usedlost čp. 28 v Břevnově v Praze je zaniklá usedlost, která stála v centru obce na bývalé návsi. V letech 1958–1974 byla chráněna jako nemovitá kulturní památka České republiky.

## Historie
Usedlost staršího data výstavby byla částečně znehodnocena nevhodnými pozdějšími úpravami. V roce 1975 bylo upuštěno od památkové ochrany (společně se sousedním čp. 27) a poté byla zbořena při výstavbě v okolí.

## Popis
Patrová stavba krytá valbovou střechou byla do návsi obrácena kratší stranou. Její stěny členily lisenové rámce, nároží byla rustikována. Interiér měl valené klenby s pětibokými výsečemi. Brána do dvora byla zaklenuta segmentem.